# James Heilman
James M. "Doc James" Heilman er en canadisk læge, Wikipedianer og fortaler for forbedring af Wikipedias sundhedsrelaterede indhold. Han opfordrer løbende andre sundhedsfagfolk til at bidrage til encyklopædien.
Heilman er en aktiv bidragsyder i det engelsksprogede "WikiProject Medicine" og frivillig Wikipedia-administrator. Derudover har han været formand for Wikimedia Canada fra 2010 til 2013 samt medstifter og tidligere formand for WikiProject Med-fonden. Heilman blev valgt til Wikimedia-fondens bestyrelse i Juni 2015, men blev fjernet fra sin stilling af de andre bestyrelsesmedlemmer d. 28. december 2015.

## Wikipedia- og Wikimedia-relaterede aktiviteter

### Billeder fra Rorschach-testen
I 2009 tilføjede Heilman public domain-billeder af blækklatterne der anvendes i Rorschachtesten til Wikipedia-artiklen om emnet, hvilket fik nogle psykologer til at udtrykke bekymring om at det kunne gøre testen ubrugelig. Dog var der også psykologer som mente at testen var forældet og ikke længere var brugbar, og derfor anså det som uproblematisk at Heilman havde offentliggjort billederne.

### Stilling som bestyrelsesmedlem i Wikimedia-fonden
Heilman blev valgt som medlem af Wikimedia-fondens bestyrelse i juni 2015. I december samme år blev han fjernet fra bestyrelsen ved en flertalsafstemning,  Beslutningen var kontroversiel blandt visse brugere i Wikimedia-fællesskabet, blandt andet fordi at Heilman var en af 3 bestyrelsesmedlemmer der var valgt direkte af fællesskabet.

## Fodnoter
1. ↑  8 bestyrelsesmedlemmer stemte for, 2 bestyrelsesmedlemmer (inklusive Heilman) stemte imod.[2]